# Ctenus adustus
Ctenus adustus är en spindelart som först beskrevs av Eugen von Keyserling 1877.  
Ctenus adustus ingår i släktet Ctenus och familjen Ctenidae. Artens utbredningsområde är Colombia. Inga underarter finns listade i Catalogue of Life.